# اشکورپیون
اشکورپیون وِزِت. ۶۱ (به چکی: Škorpion vz. 61) یک تپانچه مسلسل ۷٫۶۵ میلی‌متری است، که میرسلاو ریبار آن را در ۱۹۵۹ طراحی کرد و میان سال‌های ۱۹۶۱ تا ۱۹۷۹ میلادی در اسلحه‌سازی چک در اوهرسکی برود به تولید رسید. طراحی ویژه آن برای کاربرد نیروهای امنیتی و نیروهای ویژه بوده‌است. این جنگ‌افزار اسلحهٔ مورد استفادهٔ ارتش‌های چند کشور جهان بوده و در یوگسلاوی و هم مجوز تولید داشته‌است.

## به‌کاربرندگان
- افغانستان[۵]
- آنگولا[۵]
- جمهوری چک[۵][۶][۷]
- مصر[۸]
- اندونزی: کوپاسکا.[۹]
- لیبی[۵]
- موزامبیک[۸]
- صربستان[۸][۱۰]
- سنگاپور
- اسلواکی[۵]
- اوگاندا[۵]
- چکسلواکی
- اتحاد جماهیر شوروی در واحدهای اسپتسناز[۱۰]
- جمهوری فدرال سوسیالیستی یوگسلاوی[۸]